# 종교정원

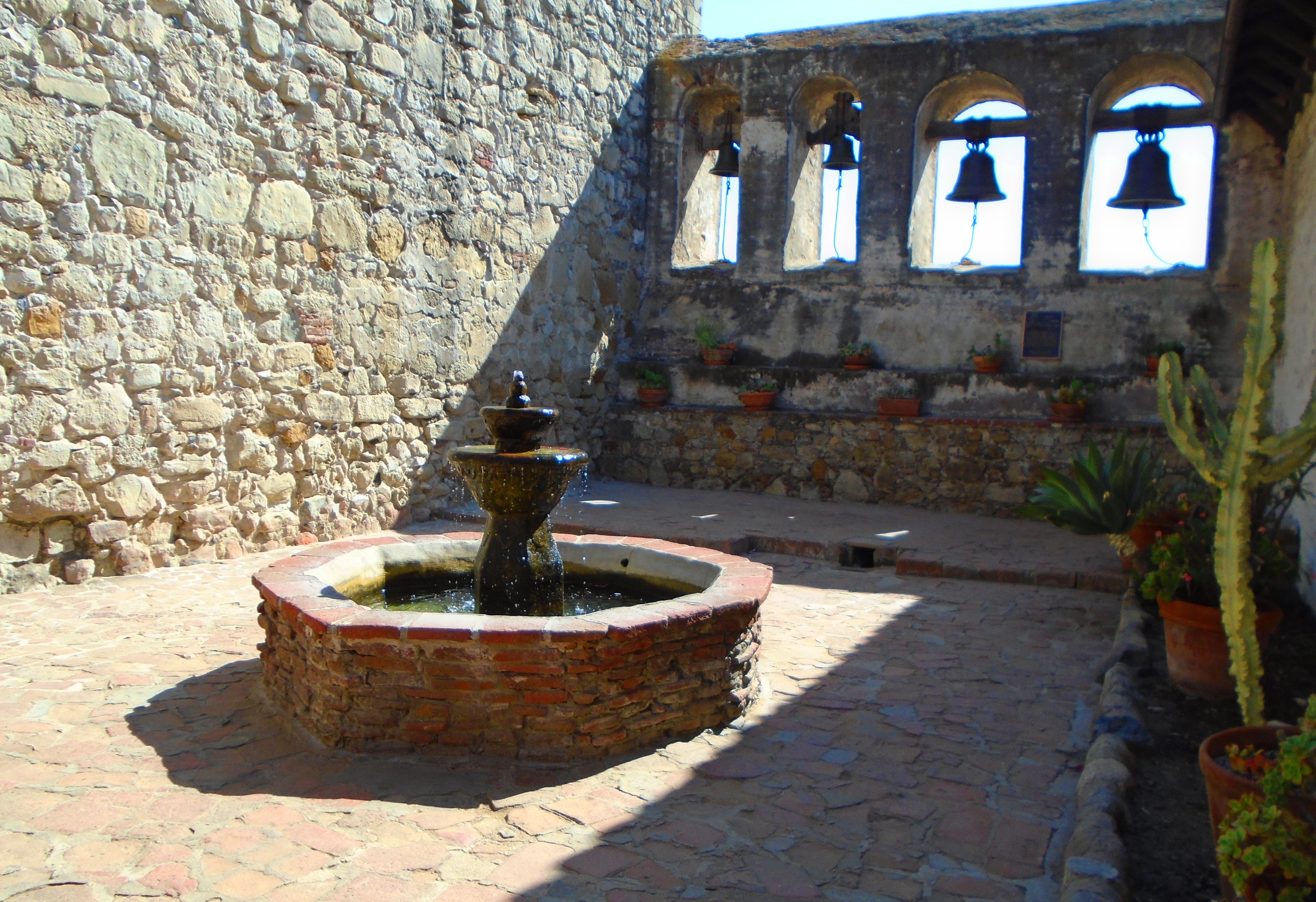

종교정원(Sacred garden)은 종교적 영향을 받은 정원으로, 종종 사원 부지에서 발견된다.

## 개요
종교는 정원 디자인에 중요한 영향을 미쳤다. 종교정원은 메소포타미아와 고대 이집트에서 만들어졌다. 성림은 고대 인도, 그리스, 로마, 중국, 일본에서 만들어졌다. 영목은 켈트 및 게르만 유럽에서 중요했으며 인도에서도 여전히 중요하다.
많은 숲은 고대 인도에서 신성하게 여겨졌으며 현대 힌두교 예배에서도 계속 그러하다. 불교는 정원 디자인에 큰 영향을 미쳤으며, 중국과 일본의 선(禪) 정원이 유명한 예이다. 기독교, 특히 로마 가톨릭교회와 성공회에서 마리아 정원은 교회와 기관에서 흔히 볼 수 있다.
종교정원을 만드는 관행은 러시아 작가 블라디미르 메그레의 책 링잉 시더스(Ringing Cedars) 시리즈에서 현대에 맞게 다시 활성화되고 적용되었다.

## 같이 보기
- 정원 종류